# Kastel
Kastel är en kulle i Tjeckien.   Den ligger i regionen Hradec Králové, i den östra delen av landet, 130 km öster om huvudstaden Prag. Toppen på Kastel är 445 meter över havet.
Terrängen runt Kastel är platt åt sydväst, men åt nordost är den kuperad. Runt Kastel är det ganska glesbefolkat, med 50 invånare per kvadratkilometer. Närmaste större samhälle är Ústí nad Orlicí, 16,8 km sydost om Kastel. Omgivningarna runt Kastel är en mosaik av jordbruksmark och naturlig växtlighet.